# Cambula aurie
Cambula aurie (Pleuronectes platessa) numită și cambulă de mai, cambulă de Baltica este un pește pleuronectiform european de importanță comercială.

## Areal și habitat
Arealul cambulei aurii se întinde de-a lungul tuturor coastelor europene de la Marea Barenț până în Mediterană, precum și în Atlanticul de Nord-Est și în fața coastelor groenlandeze. În unele zone, precum Marea Irlandei acest pește este considerat complet exterminat de pescuitul comercial.
Este un pește pleuronectiform obișnuit, întâlnit pe fundurile nisipoase sau mâloase ale platoului continental european, de obicei la adâncimile între 10 și 50 m, unde are obișnuința să râme sedimentele în cursul zilei și să rămână nemișcat perioade lungi de timp. Pot fi găsiți la adâncimi de până la 200 m. Peștii tineri în special vin la țărm în apele foarte puțin adânci.
Ei sunt în stare să suporte concentrații saline foarte joase și să intre uneori în apele salmastre sau chiar dulci.

## Descriere

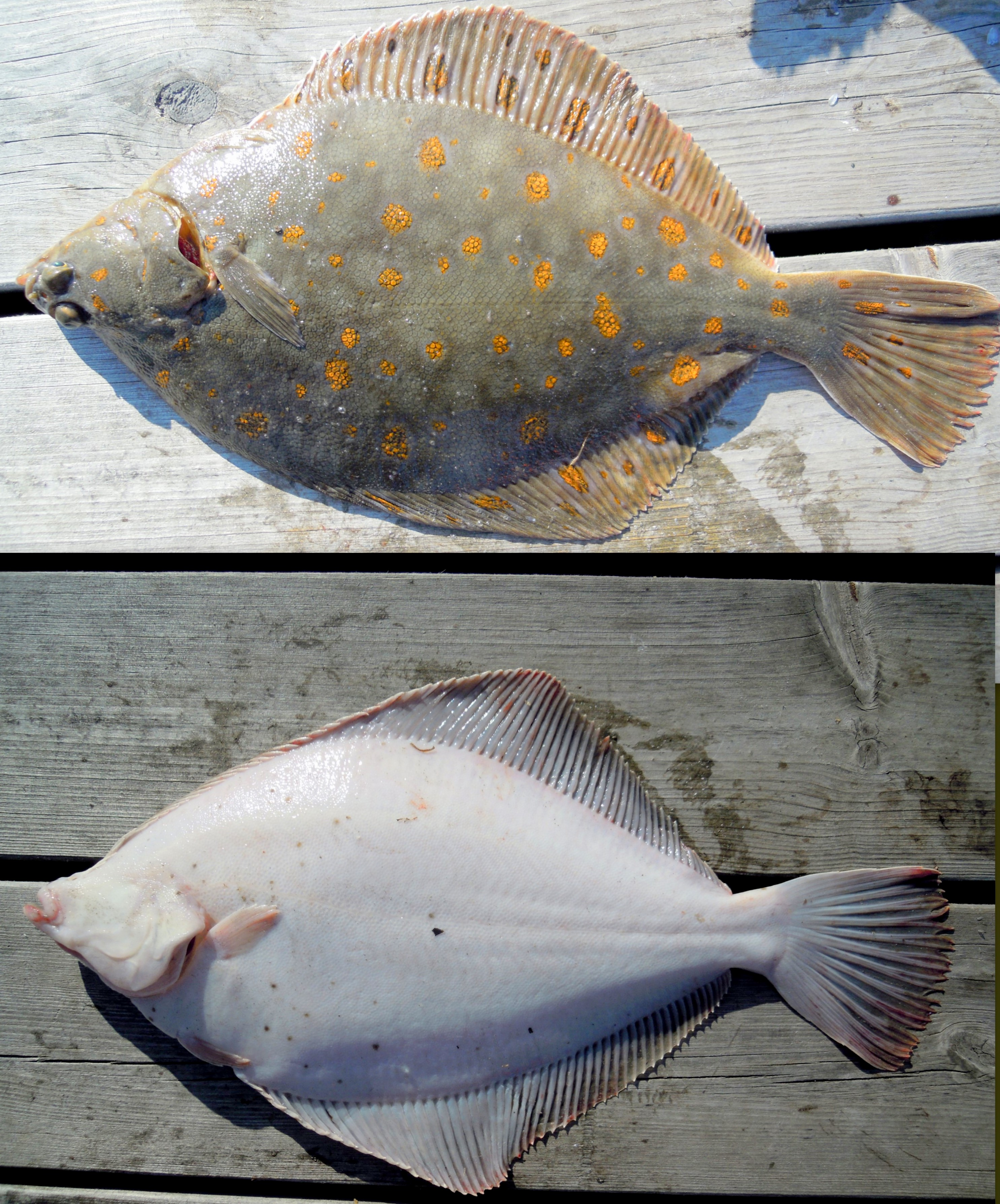
Sus - văzută dorsal, jos - văzută ventral

Pielea în partea superioară a corpului variază de la verde-închis până la maro-închis, fiind presărată cu pete oranj bătătoare la ochi, dar distribuite iregular. Partea inferioară este de un alb mat. Sunt capabile să-și schimbe întrucâtva culoarea încât să se potrivească cu cea a mediului, dar petele oranj rămân vizibile întotdeauna. Pe piele lipsesc orice fel de țepi.
Lungimea maximă este de circa 1 m, dar exemplarele adulte pescuite au de obicei între 50 și 60 cm. Greutatea maximă este de 7 kg și vârsta maximă înregistrată este de 50 de ani.
Profilul exemplarelor adulte este oval. Capul este mai degrabă mic și însumează mai puțin de 25% din lungimea totală. Gura ascuțită este terminală și destul de mică, maxila ajungând chiar sub ochiul drept. Ambii ochi se află pe partea dreaptă a corpului. Ieșitura osoasă în spatele ochilor este o altă particularitate a acestei specii. Linia laterală se arcuiește ușor deasupra înotătorii pectorale. Înotătoarea dorsală și cea anală se află departe de înotătoarea dcaudală. Înotătoarea anală conține de la 48 până la 59 raze moi și este precedată de un țep. Înotătoarea dorsală are 65 – 79 raze moi, înotătoarea pectorală — 10 sau 11și înotătoarea centrală — 6.

## Hrană
Cambula este activă noaptea și se hrănește cu polichete, crustacee și bivalve. Cambulele tinere (între 1 și 2 ani) tind să consume creveți

## Ciclul de viață
Femelele se maturizează, adică sunt apte să depună icre la vârsta între 3 și 7 ani. Dezvoltarea ovarelor începe aproximativ la sfârșitul lunii august  – septembrie, depunerea icrelor având loc din decembrie până în mai. O femelă depune icre fiecare 3 sau 5 zile timp de circa o lună. 
Icrele eclozează după circa două săptămâni și plutesc în derivă în cadrul planctonului. Larvele metamorfozează după 8 – 10 săptămâni, în dependență de temperatură, și după aceea rămân în zona mareică a plajelor nisipoase. Larvelor le este propriu ceea ce este uneori numit transportul mareic semiactiv. Dat fiind faptul că ele nu pot înota în contra curentului predominant, ele fac uz de capacitatea lor de a-și schimba poziția verticală în coloana de apă ca să-și asigure transportarea în habitatul potrivit. În timpul fluxului larvele se ridică în coloana de apă și sunt astfel transportate către uscat. În timpul refluxului larvele se coboară în coloana de apă și astfel nu sunt duse în largul mării de către curent.
Când larvele vor fi găsit un loc potrivit pentru a se stabili, are loc metamorfoza către forma asimetrică a corpului. Aceasta poate dura până la 10 zile. 
Puieții recent transformați se stabilesc în zona mareică puțin adâncă. În cursul primului an de viață (când peștii sunt numiți grupul 0+) puieții vor sta în aceste habitate puțin adânci până la 7 luni (în dependență de latitudine și/sau temperatură), înainte să migreze în apele mai adânci. Unii dintre acești pești vor reveni anul următor (când sunt grupul I+); și mai puțini vor reveni când sunt grupul II+. Oricum, majoritatea puieților nu se vor mai întoarce după plecarea lor în primul an.

## Importanța economică

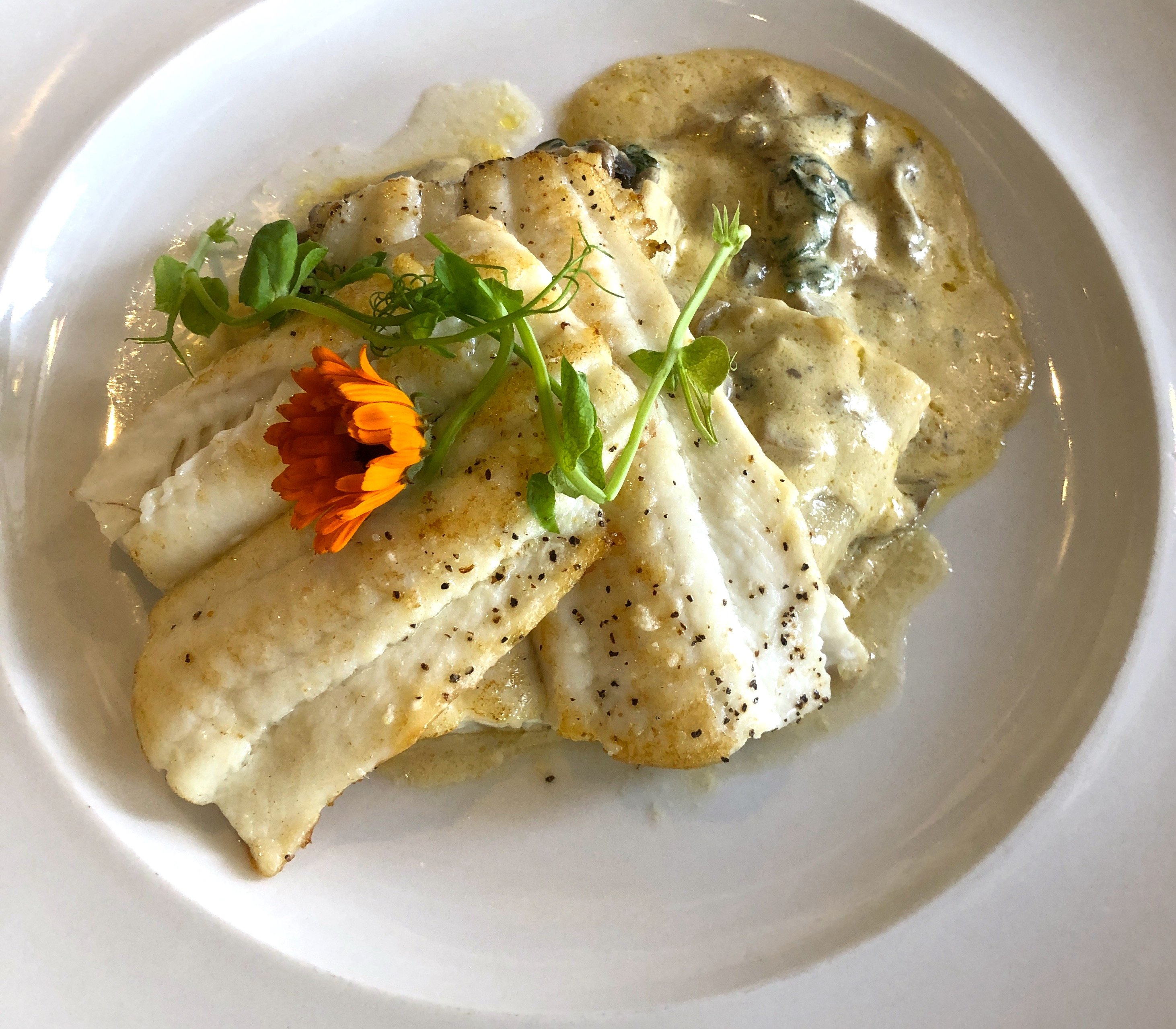
File de cambula aurie

Este cea mai importantă cambulă pescuită în Europa. În 1999 au fost pescuite 113.581 tone a acestei specii în zonele monitorizate de FAO. Țările cu cele mai mari capturi au fost Olanda (37.543 tone) și Danemarca (23.123 tone). În industria alimentară este folosită proaspătă și congelată; este consumată prăjită, fiartă în apă sau în abur, coaptă, inclusiv în cuptoare cu microunde. Cambula este adesea consumată prăjită cu cartofi pai (Fish and Chips), în țările unde acest fel de mâncare este popular.

## Amenințări
Cambula aurie, precum și alți pești bentonici din Marea Nordului (cod, lophius, limbă de mare) este catalogată de către Consiliul Internațional pentru Exploatarea Mării (CIEM) ca fiind „în afara limitelor biologice sigure." Mai mult decât atât, acești pești cresc mai încet acum și rareori depășesc vârsta de 6 ani, pe când ar putea ajunge la 40. World Wildlife Fund susține că în 2006 „din cele opt populații de cambulă recunoscute de CIEM doar una este considerată ca fiind exploatată sustenabil, pe când trei sunt exploatate excesiv. Datele sunt insuficiente pentru a putea fi evaluate și celelalte populații, oricum capturile din toate populațiile sunt aproape de minimul istoric."
în 2010 Greenpeace International a adăugat cambula aurie pe lista roșie de ființe marine comestibile.